# Svartsjukeakuten
Svartsjukeakuten - lär dig hantera din (och andras) svartsjuka i alla situationer är Elizabeth Gummessons andra bok. Den utgavs av Forum 2010. Elizabeth Gummesson har även skrivit Good enough och Tala är guld.